# Les Ulis
Les Ulis er en fransk kommune i Essonne i Paris sydvestlige forstæder. Den ligger 23 km fra Paris' centrum.
- Wikimedia Commons har flere filer relateret til Les Ulis